# Politikåret 1995

## Händelser

### Januari
- 4 januari - Rysslands president Boris Jeltsin ger order om att bombningarna av Groznyj ska upphöra
- 12 januari - Romersk-katolska kyrkans påve Johannes Paulus II besöker Filippinerna.[1]
- 17 januari
  - 63-årige Lamberto Dini bildar Italiens 54:e regering sedan 1945.[1]
  - Sveriges riksdag hyllar Raoul Wallenberg på 50-årsdagen av hans försvinnande i Budapest 1945.[1]
- 21 januari - USA beslutar att lätta på sina handelssanktioner mot Nordkorea, efter att de lovat samarbeta med USA och IAEA om kontroll av deras kärnkraftsanläggningar
- 22 januari - Islamiska Jihad utför två självmordsattentat där totalt 19 människor dödas och 60 skadas.
- 24 januari - USA:s president Bill Clinton håller sitt traditionella tal om "Tillståndet i nationen".[1]
- 25 januari - Regeringen i Israel ger tillstånd till utbyggnad av bosättningar på Västbanken.

### Februari
- 1 februari - I Kairo hålls för första gången ett möte där Israels ledare för första gången samtidigt träffar de tre arabstater man slutit fred med (Egypten, Jordanien och PLO).[1]
- 4 februari - 50-årsminnet av Jaltakonferensen 1945 uppmärksammas.[1]
- 8 februari - Sveriges riksdag har allmänpolitisk debatt.[1]
- 13 februari - Ett avtal om eldupphör för alla tunga vapen samt utväxlande av fångar i Tjetjenien undertecknas.[1]
- 14 februari - Rysslands utrikesminister Andrej Kozyrev anländer till Stockholm.[1]
- 18 februari - Sveriges statsminister Ingvar Carlsson anländer till Kapstaden för det första svenska officiella statsbesöket någonsin i Sydafrika.
- 20 februari - Sveriges statsminister Ingvar Carlsson talar inför Sydafrikas parlament, och utlovar svenskt bistånd.[1]
- 22 februari - Sveriges riksdag har utrikespolitisk debatt.[1]
- 25 februari - Vid SIFO-mätningar i Sverige noteras Folkpartiet liberalerna för 7,4 %, högsta siffran sedan Maria Leissner blev partiledare.[1]

### Mars
- 6 mars - Józef Oleksy bildar ny regering i Polen.[1]
- 8 mars - Konservative Konstandinos Stephanopoulos utses till Greklands president.[1]
- 27 mars - Sydafrikas president Nelson Mandela avskedar hustrun Winnie Mandela, biträdande minister för kultur och vetenskap.[1]
- 29 mars - Polens president Lech Wałęsa kommer till Stockholm för tre dagars besök.[1]

### April
- 5 april - Sveriges riksdag har ekonomisk debatt.[1]
- 13 april - Paavo Lipponen bildar sjupartiregering i Finland.[1]
- 17 april
  - Sydafrikas biträdande minister för kultur och vetenskap lämnar regeringen. Hon har redan avskedats från sin post, vilket dock visat sig strida mot författningens krav.[1]
  - Tiit Vähi bildar ny regering i Estland.[1]
- 18 april - Sveriges statsminister Ingvar Carlsson inleder ett två dagars långt statsbesök i Ryssland.[1]
- 27 april - Finlands nye statsminister Paavo Lipponen genomför traditionsenligt sitt första statsbesök som postens innehavare i Sverige.[1]
- 30 april - Vänsterpartiet passerar för första gången 10 % vid SIFO-mätningar i Sverige.[1]

### Maj
- 1 maj - Sveriges statsminister Ingvar Carlsson Första maj-talar i Lund och Halmstad.[1]
- 10 maj - Vid ett möte i Moskva mellan Rysslands president Boris Jeltsin och USA:s president Bill Clinton avvisar Boris Jeltsin protesterna mot krigföringen i Tjetjenien.[1]
- 16 maj – Sveriges kungapar inleder ett statsbesök i Tjeckien.[1]

### Juni
- 9 juni - Carl Bildt utses till EU:s medlare i Bosnien.[1]
- 15 juni - Sveriges riksdags sista partiledardebatt inför sommaruppehållet hålls.[1]
- 17 juni - G7-mötet i Halifax avslutas.[1]
- 22 juni  73-årige Erik Ninn-Hansen, Danmarks tidigare justitieminister och centralfigur i Tamilaffären, döms av Riksrätten i Köpenhamn till fyra månaders fängelse för brott mot ministeransvarighetslagen. Ålder och hälsotillstånd gör dock att han slipper avtjäna fängelsestraffet.[1]

### Juli
- 11 juli - USA beslutar att upprätta fullständiga diplomatiska förbindelser med Vietnam.[1]
- 18 juli - Almedalsveckan inleds i Visby.[1]
- 29 juli - Carl Bildt sommartalar traditionsenligt i Grisslehamn.[1]
- 30 juli - I Groznyj undertecknas, efter sex veckors förhandlingar ett avtal som skall få ett slut på Tjetjenienkonflikten.[1]

### Augusti
- 3 augusti - Sri Lankas president Chandrika Kumaratunga lämnar fram ett fredsförslag med indelning i åtta administrativa regioner som har egen lagstiftande makt.[1]
- 13 augusti - Israels regering godkänner delavtalet om stärkt palestinskt självstyre för Västbanken och Gazaremsan.[1]
- 15 augusti
  - Japans premiärminister Tomiichi Murayama framför en ursäkt för Japans handlingar i andra världskriget.[1]
  - Sveriges kungapar medverkar vid firandet av 350-årsminnet av Freden i Brömsebro.[1]
- 18 augusti - Ingvar Carlsson meddelar att han tänker avgå som Sveriges statsminister och partiledare för Socialdemokraterna i mars 1996.[1]
- 28 augusti - Efter över 40 års utredande och diskussioner beslutar Kyrkomötet i Sigtuna att Svenska kyrkan och Svenska staten år 2000 går skilda vägar.[1]

### September
- 3 september - Vid SIFO-mätningar i Sverige noteras Sveriges socialdemokratiska arbetareparti för 37,7 %.[1]
- 7 september - Sveriges statsminister Ingvar Carlsson får besked att hans planerade Frankrikebesök den 27 september 1995 skjuts upp efter protesterna mot Frankrikes provsprängningar.[1]
- 11 september - Estlands president Lennart Meri genomför det första estländska statsbesöker i Sverige sedan Jaan Tõnisson var där 1928.[1]
- 19 september - Mona Sahlin förklarar på en presskonferens i Stockholm att hon är beredd att efterträda Ingvar Carlsson som Sveriges statsminister.[1]
- 21 september - En överenskommelse om principavtal för framtida bosnisk federation undertecknas i New York.[1]
- 26 september - Italiens tidigare premiärminister Giulio Andreotti ställs inför rätta i Palermo, misstänkt för samröre med sicilianska maffian.[1]
- 28 september - I Vita huset skriver Israel och PLO på ett detaljavtal om vidgat palestinskt självstyre.[1]

### Oktober
- 12 oktober - Expressen avslöjar att det svenska statsrådet Mona Sahlin har använt kontokort för tjänstebruk till privata utgifter.
- 14 oktober - Åklagarmyndigheten i Milano meddelar att Italiens tidigare premiärminister Silvio Berlusconi skall ställas inför rätta för mutbrott.[1]
- 16 oktober
  - Det svenska statsrådet Mona Sahlin tillkännager vid en presskonferens att hon ska ta en "time out" efter Tobleroneaffären.
  - Lettlands president Guntis Ulmanis inleder ett tre dagars statsbesök i Sverige.[1]
- 18 oktober - Riksåklagaren i Sverige beslutar att inleda förundersökning mot Sveriges vice statsminister Mona Sahlin.[1]
- 27 oktober
  - En domstol i Milano dömer Italiens tidigare premiärminister Bettino Craxi till fyra års fängelse för att på ett olagligt sätt ha tagit emot stora penningsummor till sig själv och Italiens socialistiska partis kassa.[1]
  - Sydkoreas tidigare president Rah Tae-Woo erkänner inför miljoner TV-tittare att han för egen räkning lagt undan 200 miljoner amerikanska dollar ur en politisk reservfond.[1]

### November
- 5 november - Turkiets premiärminister Tansu Çiller behåller makten vid en förtroendeomröstning i parlamentet i Ankara.[1]
- 6 november - Tiit Vähi bildar ny koalitionsregering i Estland, efter en avlyssningsskandal där estländska Centerpartiet och partiledaren Edgar Savisaar anses vara skyldiga.[1]
- 10 november - Mona Sahlin lämnar Sveriges regering på grund av den så kallade Tobleroneaffären, men stannar i den socialdemokratiska partistyrelses verkställande utskott.
- 21 november
  - Daytonavtalet, om fred i Bosnienkriget, skrivs på. Förhandlingarna började 1 november.[1]
  - Litauens president Algirdas Brazauskas inleder det första litauiska statsbesöket i Sverige någonsin.[1]
- 23 november - Sveriges riksdag röstar nej till att göra Sveriges nationaldag till allmän helgdag.[1]
- 30 november - Bill Clinton blir förste USA-president att besöka Nordirland.[1]

### December
- 8 december
  - Ett avtal i Moskva fastslår att Tjetjenien alltjämt är en del av Ryssland, med visst självstyre i ekonomiska och kulturella frågor.[1]
  - Svensken Carl Bildt utses till fredssamordnare i Bosnien.[1]
  - Sveriges riksdag godkänner principförslaget för skilsmässan mellan Svenska kyrkan och Svenska staten från år 2000 går skilda vägar.[1]
- 14 december - Nytt fredsavtal - Daytonavtalet - undertecknas i Paris av Bosniens, Kroatiens och Serbiens presidenter.[1]
- 22 december - Göteborgs tingsrätt i Sverige menar, att lagen mot politisk uniform strider mot Sveriges grundlagar och friar en yngling, som burit en armbindel med ett hakkors.
- 23 december - Moderata samlingspartiet och Sveriges socialdemokratiska arbetareparti noteras båda för 30,4 % vi SIFO-mätningar.[1]

### Okänt datum
- Sveriges försvarsminister Thage G. Peterson säger nej till en utredning om svenskt medlemskap i NATO.
- I Sverige avbryts Sveriges socialdemokratiska arbetarepartis och Vänsterpartiets ekonomiska samarbete, varpå socialdemokraterna i stället söker sig till Centerpartiet.
- Målsättningen att ha en stark svensk försvarsindustri överges. Nu köper försvaret istället det mest prisvärda alternativet.
- Sverige kallar hem sin Nigeriaambassadör i protest mot avrättningar av regimkritiker i Nigeria.

## Val och folkomröstningar
- 19 mars - Finlands socialdemokratiska parti vinner Riksdagsvalet i Finland.[1]
- 9 april - Alberto Fujimori vinner presidentvalet i Peru.[1]
- 7 maj - Jacques Chirac vinner presidentvalet i Frankrike.[1]
- 14 maj - Carlos Menem väljs om vid presidentvalet i Argentina.[1]
- 17 maj - Jacques Chirac efterträder François Mitterrand som Frankrikes president.[1]
- 21 maj - Jean-Luc Dehaenes kristdemokratiska koalition vinner parlamentsvalet i Belgien.[1]
- 2 juli - Oppositionspartiet Chart Thai vinner parlamentsvalet i Thailand.[1]
- 17 september - Deltagandet i det första svenska valet till Europaparlamentet är endast 41,63 %. EU-motståndarna Miljöpartiet får mycket större röstandel än i senaste svenska riksdagsvalet.
- 15 oktober - Saddam Hussein vinner presidentvalet i Irak med 99,96 %.[1]
- 19 oktober - HDZ vinner parlamentsvalet i Kroatien.[1]
- 30 oktober – Vid en folkomröstning i Québec säger 50,4% ja till självständighet från Kanada.[1]
- 4-5 november - Georgien går till president- och parlamentsval. Eduard Sjevardnadze väljs om.[1]
- 16 november - Liamine Zéroual vinner presidentvalet i Algeriet.[1]
- 19 november - Aleksander Kwaśniewski vinner presidentvalet i Polen.[1]
- 24 november - Irland säger efter folkomröstning ja till att tillåta skilsmässa, efter 70 års förbud.[1]
- 17 december
  - Rysslands kommunistiska parti vinner parlamentsvalet i Ryssland.[1]
  - Franz Vranitzky:s SPÖ vinner parlamentsvalet i Österrike.[1]
- 11 december - Nationaldemokratiska partiet vinner parlamentsvalet i Egypten.[1]
- 24 december - Välfärdspartiet vinner parlamentsvalet i Turkiet.[1]

## Organisationshändelser
- 1 januari – Finland, Sverige och Österrike blir medlemmar i EU.[1]
- 10 januari – Sveriges blivande EU-kommissionär Anita Gradin utfrågas i Europaparlamentet.
- 12 januari – FN:s generalsekreterare Boutros Boutros-Ghali besöker Sverige, och prisar de svenska insatserna i FN:s historia.[1]
- 16 januari – Sveriges EU-parlamentariker intar sina platser vid Europaparlamentet.[1]
- 24 januari – Sveriges EU-kommissionärer svär sin ämbetsed inför EU-domstolen.[1]
- 26 januari – Den så kallade Carlssonkommissionen föreslår att FN:s säkerhetsråd tar in fler permanenta medlemmar, och begränsar vetorätten.[1]
- 29 januari – Organisationen "Nej till EU" i Sverige avslutar i Stockholm sin femte kongress, och beslutar att byta namn till "Folkrörelsen Nej till EU".[1]
- 4 februari – I Sverige väljs Maria Leissner till partiordförande för Folkpartiet liberalerna efter Bengt Westerberg, då partiet har extra landsmöte i Sollentuna.[1]
- 12 mars – En global FN-konferens  i Köpenhamn om sociala orättvisor i världen avslutas.[1]
- 27 februari – Nordiska rådets 46:e säsong inleds i Reykjavik.[1]
- 29 april – På extrastämman i Stockholm väljs Vivianne Franzén om som ordförande i svenska Ny demokrati.[1]
- 27 maj – Miljöpartiet beslutar på kongressen i Alingsås att partiet aktivt skall verka för svenskt utträde ur EU.[1]
- 12 juni – Vid ett möte i Luxemburg sluter de baltiska staterna samarbetsavtal med EU.[1]
- 16 juni – Vid ett möte i Bryssel om Schengensamarbetet kräver de nordiska länderna att få behålla sin passunion.[1]
- 20 juni – Centerpartiets riksstämma godkänner öppet förslaget att partiet går i koalition med Sveriges socialdemokratiska arbetareparti.[1]
- 26 juni – FN-stadgans 50-årsminne uppmärksammas.[1]
- 27 juni – EU-toppmötet i Cannes präglas av protester mot Frankrikes kärnvapenprover.[1]
- 29 juni – 27-årige Niklas Nordström väljs till ny ordförande i Sveriges socialdemokratiska ungdomsförbund.[1]
- 1 juli – KDS har riksting, och väljer om Alf Svensson som ordförande i ytterligare ett år.[1]
- 4 juli – John Major väljs om som ordförande i Tories.[1]
- 10 juli – EU:s finansministrar träffas i Bryssel.[1]
- 11 juli – Frankrikes president Jacques Chirac utsätts på grund av Frankrikes kärnvapenprover för högljudda protester i samband med ett framträdande i Europaparlamentet.[1]
- 27 augusti – På kongressen i Göteborg väljs Inger Segelström till ordförande i Sveriges socialdemokratiska kvinnoförbund efter Margareta Winberg.[1]
- 15 september – En FN-konferens i Peking avslutas, och erkänner kvinnans rätt att själv bestämma över sin sexualitet.[1]
- 22 september – På EU:s toppmöte i Alcudia kritiseras Frankrikes kärnvapenprover.[1]
- 30 september – EU:s finansministrar enas om att 1999 blir startår för EMU.[1]
- 13 oktober – Lettland lämnar, som första baltiska stat, in ansökan om medlemskap i EU.[1]
- 22-24 oktober – FN firar 50-årsjubileum.[1]
- 16 november – Oskar Lafontaine väljs som ny ordförande för SPD på partikongressen i Mannheim.[1]
- 13 december
  - FN:s generalförsamling fördömer Frankrikes kärnvapenprover.[1]
  - EU-parlamentet röstar för upprättandet av tullunion mellan EU och Turkiet.[1]
  - I Kina döms regimkritikern Wei Jingsheng till 14 års fängelse för att ha kritiserat regimen i icke-kinesisk press, samt krävt oberoende åt Tibet.[1]
- 15 december –  EU:s toppmöte i Madrid beslutar införa euron som gemensam valuta från 1 januari 1999.[1]

## Avlidna
- 1 januari – Siad Barre, 84, Somalias president 1969-1991.[1]
- 3 februari – Nicolás Lindley, Perus president 3 mars–28 juli 1963.
- 10 april – Morarji Desai, Indiens premiärminister 1977–1979.
- 20 april – Milovan Đilas, jugoslavisk kommunistledare.[1]
- 24 maj – Harold Wilson, Storbritanniens premiärminister 1974–1976.[1]
- 9 oktober – Alec Douglas-Home, Storbritanniens premiärminister 1963–1964.
- 24 oktober – Émile Jonassaint, Haitis president 12 maj–12 oktober 1994.
- 4 november – Yitzhak Rabin, Israels premiärminister 1974–1977 (ihjälskjuten i Tel Aviv).[1]

### Fotnoter
1. 1 2 3 4 5 6 7 8 9 10 11 12 13 14 15 16 17 18 19 20 21 22 23 24 25 26 27 28 29 30 31 32 33 34 35 36 37 38 39 40 41 42 43 44 45 46 47 48 49 50 51 52 53 54 55 56 57 58 59 60 61 62 63 64 65 66 67 68 69 70 71 72 73 74 75 76 77 78 79 80 81 82 83 84 85 86 87 88 89 90 91 92 93 94 95 96 97 98 99 100 101 102 103 104 105 106 107 108 109 110 111 112 113 114 115 116 117   Horisont 1995. Bertmarks